# Bilguunjargal Erdenebat
Bilguunjargal Erdenebat (ur. 7 marca 1997) – mongolski kolarz szosowy.

## Osiągnięcia
Opracowano na podstawie:

2017
- 3. miejsce w mistrzostwach Mongolii (jazda indywidualna na czas)

2018
- 2. miejsce w mistrzostwach Mongolii U23 (jazda indywidualna na czas)
- 3. miejsce w mistrzostwach Mongolii U23 (start wspólny)

2019
- 2. miejsce w mistrzostwach Mongolii U23 (jazda indywidualna na czas)
- 1. miejsce w mistrzostwach Mongolii U23 (start wspólny)

2020
- 2. miejsce w mistrzostwach Mongolii (start wspólny)

2022
- 2. miejsce w mistrzostwach Azji (jazda drużynowa na czas)
- 2. miejsce w mistrzostwach Mongolii (start wspólny)

## Rankingi
| Rok           | 2016  | 2017  | 2018  | 2019 | 2020 | 2021  | 2022 | 2023 | 2024 |
| ------------- | ----- | ----- | ----- | ---- | ---- | ----- | ---- | ---- | ---- |
| World Ranking | 2391. | 1100. | 1010. | 794. | 846. | 1607. | 400. | 900. | 602. |
| UCI Asia Tour | 531.  | 169.  | 135.  | 39.  | 40.  | 93.   | 9.   | 59.  | 24.  |
|               |       |       |       |      |      |       |      |      |      |
| Źródło: UCI   |       |       |       |      |      |       |      |      |      |